# Salvador Giner i Vidal
Salvador Giner i Vidal (València, 19 de gener de 1832 – València, 3 de novembre de 1911) va ser un compositor, i professor de música valencià.

## Vida i obra
Giner es va formar a la Catedral de València amb Pascual Pérez Gascón. Aquesta formació inicial en l'àmbit religiós unida a la seu esperit el van volcar cap a la música religiosa, de la que va deixar més de 200 obres, destacant 9 Misses de Rèquiem, una de les quals va ser composta especialment per al funeral de la Reina Maria de la Mercè, el 26 de juliol de 1878. També va ser autor de la Missa de Rèquiem per al funeral de Cristòfol Pascual i Genís i una Missa de Glòria per a la proclamació de la Mare de Déu dels Desemparats com a patrona de València.
Impressionat per les obres programàtiques de Berlioz i, sobretot, de Camille Saint-Saëns va conrear amb especial estima el poema simfònic, fonamentalment basat en temes valencians, i en l'esperit de la Renaixença valenciana. Així són ben coneguts els seus poemes simfònics Correguda de Joies, Una nit d'Albades i Es xopà 'hasta' la Moma. Aquest darrer, potser serà el més popular de Giner, i encara avui es continua interpretant molt i molt sovint en la versió per a banda de música per les nombroses agrupacions valencianes de vent. Descriu la popular processó del Corpus Christi de València interrompuda per una tempesta, que fa que "fins la Moma" (un popular personatge de la processó) acabe mullada. També Giner va compondre poemes simfònics sobre temes universals, com ara El Festí de Baltasar, El Sinaí o El tresor de Boabdil.
A més d'un compositor de qualitat, Giner també va tenir un paper destacat en el naixement de les institucions musicals valencianes més importants de l'època. L'any 1882 fou nomenat professor de composició i director tècnic del Conservatori de València, i el 1894 fou nomenat director tècnic vitalici de l'entitat. D'altra banda, l'1 de setembre de 1893 es va fundar la Societat Coral El Micalet, que va nomenar soci honorari i director artístic a Giner, qui al seu torn va compondre especialment per a la nova societat diverses obres. El creixement de l'activitat pedagògica dins la Societat Coral El Micalet va propiciar que l'any 1898 es creés l'Institut Musical que avui dia porta el nom de Salvador Giner. El Micalet va contribuir a un festival organitzat l'any 1901 concebut per a l'estrena de totes les òperes de Giner: El Fantasma, Morel, El soñador i Sagunto.
Entre altres distincions, Giner va ser nomenat fill predilecte i meritíssim de València (1901) i fill adoptiu de Torrent (1902).
El 1903, amb motiu de la creació de la Banda Municipal de València i específicament per al seu primer concert, Giner va compondre una altra de les seues obres més populars; el pasdoble L'entrà de la murta, també encara avui dia tocat amb profusió en les festes valencianes. La idea argumental d'aquesta peça provenia de la festa dels Sants de la Pedra de Massarrojos, on era costum una desfilada de carros adornats amb murta i seguits per la banda de música tocant pasdobles.
Va desplegar una important tasca pedagògica, trobant-se entre els seus alumnes compositors de la talla de Manuel Penella, Vicent Lleó, Josep Fayos Pascual i Pere Sosa.

## Obres (Llista no exhaustiva)

### Orquestra
- A mi patria
- Correguda de Joies
- El Carnaval de València
- El adios de Boabdil a Granada
- Elegia
- Entre el Júcar y el Turia
- Es xopà 'hasta' la Moma
- Eterno Genitor
- La Fira de València
- Las cuatro Estaciones
- El Sinaí
- El tesoro de Boabdil
- Nocturno
- Plegaria
- Rapsodia Española
- Un Paseo en Gondola
- Una Nit d'Albades
- El festín de Baltasar, Poema Simfònic
- Las fases del campo, idil·li simfònic

(Algunes d'aquestes obres estan transcrites per a banda, versió en la que habitualment són interpretades)

### Obres religioses
- 1878 Réquiem in memoriam Maria de la Mercè d'Orleans, Reina d'Espanya, esposa d'Alfons XII d'Espanya
- 1880 Réquiem in memoriam Cristòfol Pascual i Genis
- Goigs a la Verge dels Desemparats
- Missa en Re

### Òpera i Sarsuela
- 1870 L'Indovina, òpera
- 1875 Con quien se casó mi mujer
- 1883 El Rayo de Sol, sarsuela
- 1890 ¡Sagunto!, òpera, - llibret: Lluís Cebrian i Mezquita
- 1896 Los Mendigos, sarsuela
- 1900 Les Enramades, sarsuela
- 1900 Foc en l'era, sarsuela
- 1901 El fantasma, òpera, 3 actes - llibret: Antoni Chabret i Fraga
- 1901 El soñador, òpera
- 1901 Morel, òpera
- 1903 Alboradas, drama líric, 1 acte - llibret: José Guzmán Guallar
- 1905 Falucho
- 1911 La Predicción gitana
- 1911 El Roder
- La Plegaria del Sábado, sarsuela - llibret: del compositor
- La Gruta de Lourdes
- Clar com l'aigua en Sant Hilari de Sacalm (lletra d'Eduard Escalante)

### Coral
- Ecos del Túria

### Obres pedagògiques
- Lecciones de Solfeo 2 y 3 voces